# Nessia sarasinorum
Espèce
Synonymes
- Acontias sarasinorum Müller, 1889

Nessia sarasinorum est une espèce de sauriens de la famille des Scincidae.

## Répartition
Cette espèce est endémique du Sri Lanka.

## Étymologie
Cette espèce est nommée en l'honneur de Paul Benedict Sarasin et de son cousin Karl Friedrich Sarasin.

## Publication originale
- Müller, 1889 : Sechster Nachtrag zum Katalog der herpetologischen Sammlung des Basler Museums. Verhandlungen der Naturforschenden Gesellschaft in Basel, vol. 8, p. 685-705 (texte intégral).